# 陳淑麗
陳淑麗（1950年－），台灣資深女藝人，曾是模特兒、演員、電視節目主持人。是台灣最早期的名模。從演藝圈到環保志工，戒菸、吃素、練瑜珈，70歲仍一週教瑜珈四天。1986年成為董氏基金會終身義工，2008年成為時報文教基金會「2008映像公與義」紀錄片影展代言人。

## 作品
電視劇
- 華視《四千金》
- 中視《上錯天堂投錯胎》飾莊嘉嘉
- 中視《鋤頭博士》飾烏教官
- 中視《黃金新貴族》飾秦柔柔[1]
- 中視《愛在他鄉》飾王莉鳳
- 中視《今夜作夢也會笑》飾黃元宵

主持
- 中視《大家一起來》外景單元〈我又來了！〉主持人
- 中視《愛心》主持人
- 中視《流行金曲》主持人
- 民視《陽光台灣》主持人
- 力霸友聯U2綜合台《慈濟世界》外景單元〈點燃心燈〉主持人